# Склоди-Середні
Склоди-Середні (пол. Skłody Średnie) — село в Польщі, у гміні Заремби-Косьцельні Островського повіту Мазовецького воєводства.
Населення — 78 осіб (2011).
У 1975-1998 роках село належало до Ломжинського воєводства.

## Демографія
Демографічна структура станом на 31 березня 2011 року:
|          | Загалом | Допрацездатний вік | Працездатний вік | Постпрацездатний вік |
| -------- | ------- | ------------------ | ---------------- | -------------------- |
| Чоловіки | 43      | 6                  | 34               | 3                    |
| Жінки    | 35      | 6                  | 20               | 9                    |
| Разом    | 78      | 12                 | 54               | 12                   |